# Megachile subexilis
Megachile subexilis är en biart som beskrevs av Cockerell 1908. Megachile subexilis ingår i släktet tapetserarbin, och familjen buksamlarbin. Inga underarter finns listade i Catalogue of Life.